# Himne Nacional Argentí

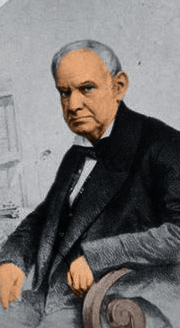
Vicente López i Planes, autor de la lletra de l'Himne.

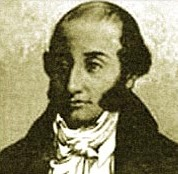
Blai Parera i Moret, autor de la música.

L'Himne Nacional Argentí (en castellà i oficialment Himno Nacional Argentino), que fou denominat originalment Marcha patriótica (marxa patriòtica), després Canción patriótica nacional (cançó patriòtica nacional), i posteriorment Canción patriótica (cançó patriòtica) és l'himne de la República Argentina.
Una còpia publicada el 1847 l'anomenà "Himno Nacional Argentino" (Himne Nacional Argentí), nom que ha conservat fins a l'actualitat. En algunes publicacions estrangeres apareix erròniament sota el nom de ¡Oíd, mortales! (escolteu, mortals!), que són les primeres paraules de la cançó. La forma d'execució i el text estan establertes en el decret 10.302 de 1944.

## Història
El 24 de maig de 1812 es presentà a la "Casa de Comedia" (casa de comèdia) de Buenos Aires l'obra teatral "El 25 de Mayo" (el 25 de maig) de Luis Ambrosio Morante, referida a la revolució de maig de 1810, la qual acabava amb un himne corejat pels actors. Un dels espectadors, el porteny Vicente López i Planes, se sentí inspirat i aquella mateixa nit va escriure la primera estrofa d'un himne per a reemplaçar al de Morante, al que el català Blai Parera havia posat música.
L'Assemblea General Constituent l'aprovà com "Marcha patriótica" el dia 11 de maig de 1813. L'endemà l'encarregà compondre amb urgència una nova música a Parera. Alguns autors diuen que aquest hi accedí, però passats diversos dies no presentava cap resultat. Finalment s'hauria negat, al·legant-hi que la lletra era ofensiva contra Espanya i que ell temia les represàlies del govern del rei. Fou encarcel·lat pel govern i obligat a compondre sota pena d'afusellament. En una sola nit finalitzà la partitura (simplement agafà la música que havia compost per a l'obra de teatre un any abans). Fou alliberat i en el primer vaixell abandonà per sempre Argentina, vivent diversos anys en Río de Janeiro (Brasil) i finalment en Espanya, on hi morí.
Aquesta teoria sobre les raons de la partida de Parera ha estat també refutada. El musicòleg Carlos Vega opina que "mesos abans de la seva partida, el govern argentí exigí a tots els espanyols residents jurament de fidelitat a la pàtria naixent i morir per la seva independència total, legalitzant la seva adhesió mitjançant una carta de ciutadania. Podria ser que l'adopció de la nacionalitat argentina hagués estat una imposició massa dura pel català, i la causa del seu estranyament de sobte."
S'estima que l'obra fou presentada el mateix dia 25 de maig de 1813, ja que el dia 28 d'aquell mateix mes es cantà al teatre durant una funció patriòtica efectuada durant la nit. Després se'l coneixeria com a Canción Patriótica Nacional, i més tard simplement com Canción Patriótica. Però en una còpia de 1847 apareix titulada com Himno Nacional Argentino, nom que rep en l'actualitat.
La lletra era marcadament independentista i antiespanyola, com corresponia a l'esperit de l'època. Temps més tard, l'Assemblea de l'any XIII demana un "canvi" de lletra, perquè l'himne quedés més acord amb els nous vents que hi bufaven: Anglaterra s'oposava vigorosament a tot arrestament d'autonomia en les colònies d'Espanya, la seva aliada en la guerra contra Napoleó. L'ambaixador britànic, lord Strangford, fa saber al govern de Buenos Aires "allò boig i perillós de tota declaració d'independència prematura".
Desapareixen llavors estrofes que anunciaven que "s'aixeca a la faç de la Terra una nova i gloriosa nació". S'infiltren, en canvi, conceptes monàrquics quan els pròceres competien en candidatures de prínceps europeus per a governar-los: el príncep portuguès, el francès, l'italià...
No estranya pas llavors el "veieu en tron a la noble igualtat", afrancesament relacionat amb el propòsit de coronar el duc d'Orleans (tot i que altres autors senyalen que els orleanistes no estaven a favor de la "noble igualtat" de la Revolució Francesa sinó més aviat al contrari, que eren partidaris de l'Antic Règim). O "sobre ales de glòria alça el poble, tron digne a la seva Gran Majestat", estrofa desapareguda en la versió definitiva. O "ja el seu tron digníssim obriren, les Províncies Unides del Sud".
L'himne experimentà en 1860 una altra modificació encomanada al músic Juan Pedro Esnaola, qui realitzà una versió orquestrada més rica des del punt de vista harmònic.
Tingut l'Himne Nacional, la Cançó patriòtica de López; a través d'un llarg període de la nacionalitat fou interpretat d'acord amb el text original; però un cop desaparegut el furor de la contesa contra Espanya, en ares d'un apropament polític amb Espanya, degut a nombroses crítiques per part de representants diplomàtics espanyols, la cançó nacional va sofrir en el seu enunciat una modificació de forma en el relatiu a aquella part que pogués tenir un concepte pejoratiu per a altres països.
Durant la segona presidència del general Roca, el 30 de març de 1900, un decret referendat amb la signatura del President de la Nació i dels ministres Luis María Campos, Emilio Civit, Martín Rivadavia, Felipe Yofre, José María Rosa i Martín García Merou disposava que:
"Sense produir alteracions en el text de l'Himne Nacional, hi ha en ell estrofes que responen perfectament al concepte que universalment tenen les nacions respecte de llurs himnes en temps de pau i que harmonitzen amb la tranquil·litat i la dignitat de milers d'espanyols que comparteixen la nostra existència, les que puguin o hagin de preferir-se per ésser cantades en les festivitats oficials, per tal com respecten les tradicions i la llei sense ofensa de ningú, el president de la República, en acord de ministres decreta:
Article 1r. En les festes oficials o públiques, així com en els col·legis i escoles de l'Estat, només es cantaran la primera i l'última quarteta i el cor de la Cançó Nacional sancionada per l'Assemblea General l'11 de maig de 1813."
Varen desaparèixer així les marcials referències a "els braus (argentins) que units juraren llur feliç llibertat sostenir, a aquells tigres amb sed de sang (els espanyols) forts pits sabran oposar". També es va treure: "són lletrers eterns que diueN. aquí el braç argentí triomfà, aquí el fer opressor de la Pàtria (el soldat espanyol) el seu clatell orgullós doblegà".

## Lletra

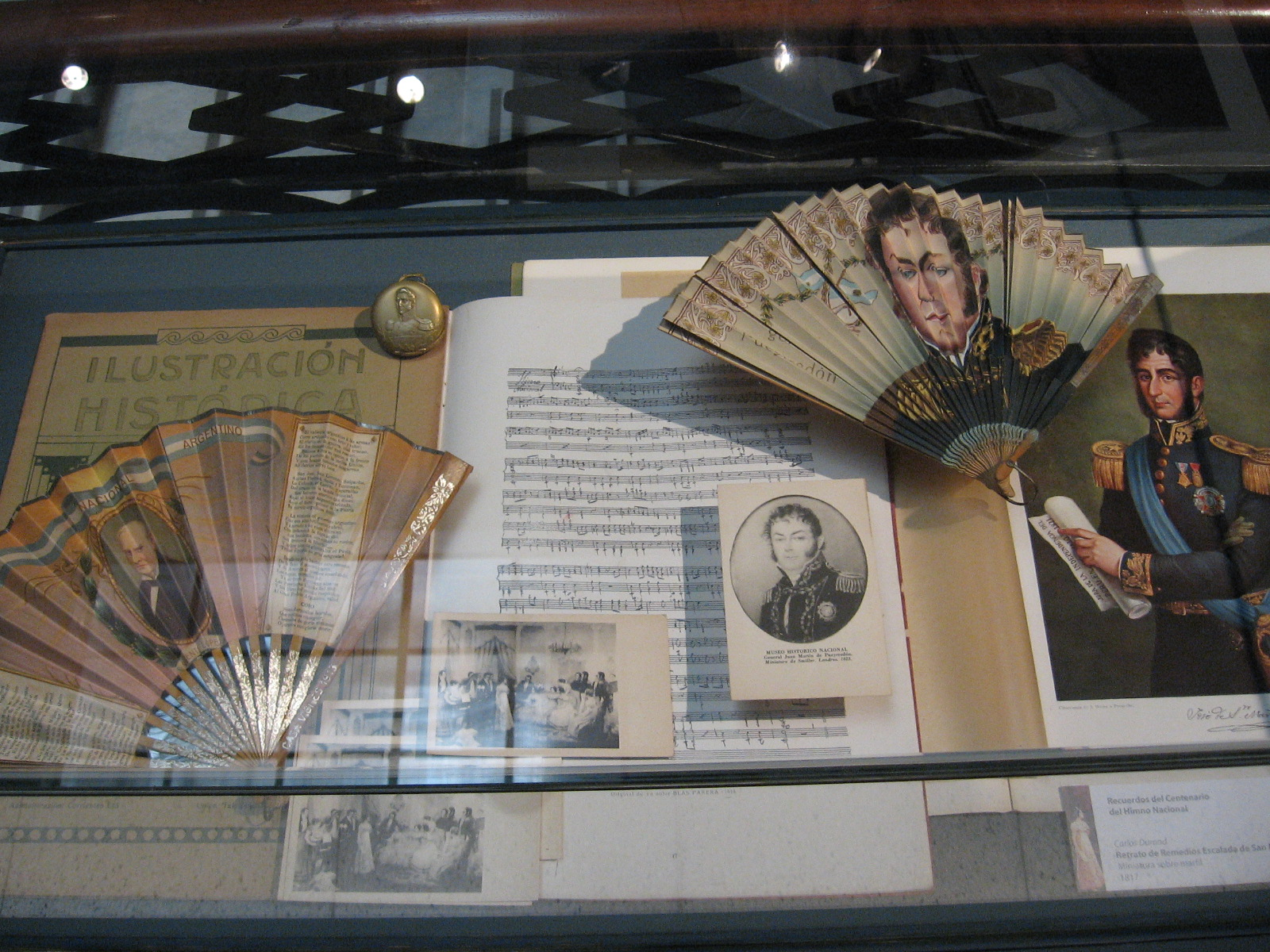
Partitura de l'Himne al Museu Històric Nacional de l'Argentina.

| Marcha patriótica (1813) Oíd, mortales, el grito sagrado: Libertad, Libertad, Libertad. Oíd el ruido de rotas cadenas, ved en trono a la noble igualdad. Se levanta a la faz de la Tierra una nueva y gloriosa Nación, coronada su sien de laureles, y a sus plantas rendido un león. Tornada Sean eternos los laureles, que supimos conseguir. Coronados de gloria vivamos... ¡o juremos con gloria morir! De los nuevos campeones los rostros Marte mismo parece animar la grandeza se anida en sus pechos: a su marcha todo hacen temblar. Se conmueven del Inca las tumbas, y en sus huesos revive el ardor, lo que va renovando a sus hijos de la Patria el antiguo esplendor. Pero sierras y muros se sienten retumbar con horrible fragor: todo el país se conturba por gritos de venganza, de guerra y furor. En los fieros tiranos la envidia escupió su pestífera hiel; su estandarte sangriento levantan provocando a la lid más cruel. ¿No los véis sobre México y Quito arrojarse con saña tenaz y cuál lloran, bañados en sangre, Potosí, Cochabamba y La Paz? ¿No los véis sobre el triste Caracas luto, llantos y muerte esparcir? ¿No los véis devorando cual fieras todo pueblo que logran rendir? A vosotros se atreve, argentinos, el orgullo del vil invasor; vuestros campos ya pisa contando tantas glorias hollar vencedor. Mas los bravos, que unidos juraron su feliz libertad sostener, a estos tigres sedientos de sangre fuertes pechos sabrán oponer. El valiente argentino a las armas corre ardiendo con brío y valor, el clarín de la guerra, cual trueno, en los campos del Sud resonó. Buenos Ayres se pone a la frente de los pueblos de la ínclita unión, y con brazos robustos desgarran al ibérico altivo León. San José, San Lorenzo, Suipacha, ambas Piedras, Salta y Tucumán, La Colonia y las mismas murallas del tirano en la Banda Oriental. Son letreros eternos que dicen: aquí el brazo argentino triunfó, aquí el fiero opresor de la Patria su cerviz orgullosa dobló. La victoria al guerrero argentino con sus alas brillante cubrió, y azorado a su vista el tirano con infamia a la fuga se dio. Sus banderas, sus armas se rinden por trofeos a la libertad, y sobre alas de gloria alza el pueblo trono digno a su gran majestad. Desde un polo hasta el otro resuena de la fama el sonoro clarín, y de América el nombre enseñado les repite: "¡Mortales, oíd!: ya su trono dignísimo abrieron las Provincias Unidas del Sud". Y los libres del mundo responden: "Al gran pueblo argentino, ¡salud! Sean eternos los laureles que supimos conseguir. Coronados de gloria vivamos... ¡o juremos con gloria morir! (En cursiva apareixen les estrofes llevades en la versió moderna) | Versió moderna abreujada (1924) Oíd, mortales, el grito sagrado: "¡libertad, libertad, libertad!" Oíd el ruido de rotas cadenas, ved en trono a la noble igualdad. Ya su trono dignísimo abrieron las Provincias Unidas del Sud y los libres del mundo responden: "Al gran pueblo argentino, ¡salud! Al gran pueblo argentino, ¡salud!" Y los libres del mundo responden: "Al gran pueblo argentino, ¡salud!" Y los libres del mundo responden: "Al gran pueblo argentino, ¡salud!" Tornada Sean eternos los laureles que supimos conseguir, que supimos conseguir. Coronados de gloria vivamos... ¡o juremos con gloria morir!, ¡o juremos con gloria morir! |